# Arsenij Jacenjuk
Arsenij Petrovyč Jacenjuk (in ucraino Арсеній Петрович Яценюк?; Černivci, 22 maggio 1974) è un politico, economista e avvocato ucraino.
È stato Presidente della Verchovna Rada, Ministro degli affari esteri e poi Primo ministro dell'Ucraina.

## Gioventù
Arsenij Jacenjuk nacque a Černivci nel 1974 nella Repubblica Socialista Sovietica Ucraina (l'attuale Ucraina). Iniziò a studiare all'Università di Černivci nel 1992; si laureò nel 1996 e frequentò in seguito l'Istituto di Economia e Commercio di Černivci e l'Istituto Nazionale di Economia e Commercio di Kiev nel 2001.
Dal dicembre 1992 al settembre 1997 fu Presidente dell'ufficio legale "Jurek s.n.c.", situato a Černivci. Dal gennaio 1998 al settembre 2001 Jacenjuk lavorò nella banca "Aval" a Kiev.

## Carriera politica
Dal settembre al novembre del 2001 Jacenjuk fu Ministro dell'Economia della Repubblica autonoma di Crimea ad interim, e dal novembre dello stesso anno al gennaio 2003 fu Ministro dell'Economia della Crimea.
Dal novembre 2003 al febbraio 2005 Jacenjuk fu primo vicepresidente e capo della Banca Nazionale dell'Ucraina, sotto Serhij Tyhypko. Dopo che quest'ultimo lasciò la Banca Nazionale, Arsenij Jacenjuk fu messo a capo della Banca.
Dopo che Vasyl' Cuško fu nominato nuovo governatore dell'Oblast' di Odessa, Cuško chiese ad Jacenjuk di diventare vice-governatore; egli ricoprì tale carica dal 9 marzo al settembre 2005. Dal 27 settembre 2005 al 4 agosto 2006 Arsenij Jacenjuk fu Ministro dell'Economia dell'Ucraina, all'interno del governo di Jurij Jechanurov. Arsenij Jacenjuk guidò poi le trattative riguardo all'ingresso dell'Ucraina nell'Organizzazione Mondiale del Commercio; egli dirige anche la commissione Ucraina-Unione Europea.

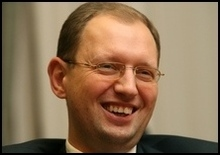
Foto del 2006

Dal 20 settembre 2006 fu primo vicepresidente del Capo dell'Amministrazione della Presidenza dell'Ucraina, e rappresentante del Presidente presso il Consiglio dei ministri.
Jacenjuk fu proposto per la carica di Ministro degli Esteri dal Presidente dell'Ucraina Viktor Juščenko; la Verchovna Rada lo nominò il 21 marzo 2007 con 426 voti su 450, ma solo dopo che il Parlamento ucraino negò per due volte la fiducia a Volodymyr Ohryzko.

## Presidente del Parlamento

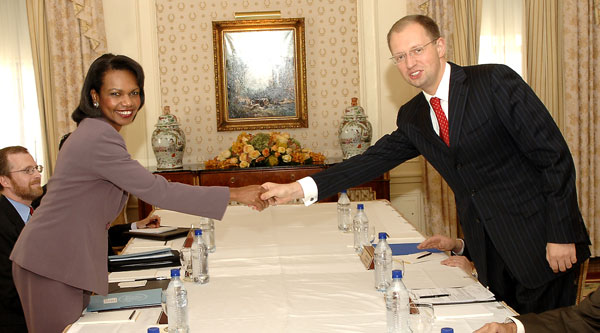
Jacenjuk incontra il Segretario di Stato americano Condoleezza Rice, 2007

Alle elezioni parlamentari del 2007 Jacenjuk fu eletto con Blocco Ucraina Nostra (era il terzo in lista). Il 3 dicembre 2007 fu nominato alla carica di Presidente della Verchovna Rada da parte della coalizione democratica costituita dal Blocco Julija Tymošenko e dal Blocco Ucraina Nostra. Il 4 dicembre 2007 Jacenjuk fu eletto Presidente del Parlamento. La sua candidatura fu l'unica in esame, ed egli ottenne 227 voti a favore (da parte della coalizione democratica; l'opposizione si astenne dal voto).
Durante la crisi politica ucraina del 2008 Jacenjuk si dimise il 17 settembre. Il voto sulle sue dimissioni dell'11 novembre 2008 fu dichiarato non valido dalla commissione elettorale del Parlamento (il voto fu spostato dal Partito delle Regioni, facente parte dell'opposizione).
Il 12 novembre 223 su 226 deputati accettarono tramite voto le dimissioni di Jacenjuk dalla carica di Presidente del Parlamento. Il voto si svolse tramite il normale sistema di votazione del Parlamento, e non tramite voto segreto, come stabilito dai regolamenti parlamentari. Dopo le dimissioni, Jacenjuk disse ai giornalisti che avrebbe costruito una nuova forza politica "per cambiare la nazione".
Il 21 novembre 2008 Jacenjuk fu rimosso dal Consiglio Nazionale di Sicurezza e Difesa dell'Ucraina da parte del Presidente dell'Ucraina Viktor Juščenko.

## Primo ministro
A seguito delle proteste nella Majdan Nezaležnosti di una parte della popolazione ucraina, nel gennaio 2014, il primo ministro Mykola Azarov il 28 gennaio rassegna le dimissioni dalla carica e si trasferisce in Austria, mentre a febbraio, con la protesta che infiamma, il presidente Viktor Janukovyč si dà alla fuga.
Il parlamento viene annullato e il 26 febbraio 2014 i capi della protesta saliti al potere incaricano come nuovo primo ministro ad interim Arsenij Jacenjuk, con il compito di traghettare la nazione fino alle elezioni presidenziali di maggio.
Il 24 luglio 2014 ha presentato le sue dimissioni respinte il 31 luglio seguente. Il 27 novembre entra in carica il secondo governo Jacenjuk caratterizzato dalla presenza di tre ministri stranieri selezionati da due società di selezione di personale dietro finanziamento della Fondazione Renaissance di George Soros: alle Finanze Natalie Jaresko (amministratore delegato di un fondo di investimenti americano e che è di origine ucraina), all'Economia il banchiere lituano Aivaras Abromavicius (partner di una società di investimenti) e alla Salute Alexander Kvitashvili (già ministro della Salute e del Lavoro nel governo georgiano).
Il 16 febbraio 2016 la Verchovna Rada (il Parlamento ucraino) respinge una mozione di sfiducia nei confronti del governo Jacenjuk con 149 sì e 247 no.
In seguito a ciò il Blocco di Porošenko e il partito Patria (guidati rispettivamente da Petro Porošenko e Julija Tymošenko) passano all'opposizione.
Il 14 aprile 2016 Jacenjuk annuncia le sue dimissioni.

### Intercettazione della telefonata Nuland-Pyatt
Il 4 febbraio 2014 è stata pubblicata su YouTube la registrazione di una telefonata tra la funzionaria della Casa Bianca Victoria Nuland e l'ambasciatore statunitense in Ucraina, Geoffrey Pyatt, avvenuta il 28 gennaio 2014. Nel corso della loro conversazione telefonica, la Nuland ha comunicato a Pyatt che, dopo aver esaminato i tre candidati dell'opposizione alla carica di Primo Ministro dell'Ucraina, il Dipartimento di Stato USA aveva selezionato Arseniy Yatsenyuk. Ha dichiarato: "Penso che Yats sia l'uomo che ha l'esperienza economica e di governo. Ha bisogno di Klitschko e Tyahnybok all'esterno. Deve parlare con loro quattro volte alla settimana". Pyatt ha chiesto: "Vuole che organizziamo una telefonata con lui come prossimo passo?". Nuland ha detto a Pyatt che il prossimo passo dovrebbe essere quello di organizzare una conversazione telefonica tra lei e i tre candidati ucraini, a cui potrebbe partecipare anche Pyatt. Pyatt si è detto d'accordo: "Penso che rivolgersi direttamente a lui aiuti a gestire la personalità dei tre e dia anche la possibilità di muoversi rapidamente su queste cose e di metterci dietro di lui". Generò imbarazzo diplomatico l'esclamazione della Nuland "fuck EU" per manifestare l'intenzione americana di tenere ai margini l'Unione europea nella ricerca di una soluzione alla crisi ucraina poiché l’ambasciatore le fece presente che con la caduta di Janukovic la UE avrebbe insistito per un ruolo di primo ministro all’ex pugile Vitali Klitschko, sostenuto in primis dalla Germania.
Secondo John Mearsheimer, con questa telefonata la "Nuland aveva sostenuto un cambio di regime e voleva che il politico ucraino Arseniy Yatsenyuk diventasse primo ministro nel nuovo governo, cosa che poi è avvenuta".

### Direttore del servizio di sicurezza
Il 18 luglio 2022, con il conflitto con la Russia in corso, il presidente Zelens’kyj lo nomina direttore del servizio di sicurezza dell’Ucraina al posto di Ivan Bakanov. Tuttavia gli verrà preferito Vasyl' Maljuk.